# Шаккалиев, Арман Абаевич
Арман Абаевич Шаккалиев (каз. Арман Абайұлы Шаққалиев; род. 1 декабря 1977, Балхаш) — казахстанский государственный деятель, министр торговли и интеграции со 2 сентября 2023 года.
Родился 1 декабря 1977 года в г. Балхаш Карагандинской области.
Окончил Евразийский университет имени Гумилёва по специальности «Юриспруденция» (1998), Карагандинский государственный университет имени Букетова по специальности «Экономика» (2004), Костанайский инженерно-экономический университет имени Дулатова (2014, бакалавр техники и технологий), Дипломатическую академию МИД России (2019, магистр экономики).
Послужной список:
- 1998—2001 юрисконсульт Агентства по реорганизации и ликвидации предприятий по г. Астана и Акмолинской области.
- 2001—2002 — главный специалист, начальник отдела Агентства РК по государственным материальным резервам.
- 2002—2004 — начальник управления анализа и мониторинга несостоятельных предприятий Комитета по работе с несостоятельными должниками Министерства государственных доходов РК.
- 2004—2008 — директор ГП «Казахстанский институт метрологии консалтинг».
- 2008—2016 — директор ГП «Казахстанский институт стандартизации и сертификации» Комитета технического регулирования и метрологии Министерства по инвестициям и развитию РК.
- 2016—2018 — директор Департамента технического регулирования и аккредитации Евразийской экономической комиссии.
- 2018—2019 — председатель Комитета технического регулирования и метрологии Министерства по инвестициям и развитию РК.
- 2019—2020 — председатель Комитета технического регулирования и метрологии Министерства торговли и интеграции РК.
- 2020—2022 — член коллегии Евразийской экономической комиссии от РК, Министр по конкуренции и антимонопольному регулированию ЕЭК.
- с октября 2022 г. — первый вице-министр торговли и интеграции РК.

Со 2 сентября 2023 года министр торговли и интеграции. 6 февраля 2024 года переназначен.
Награждён орденом «Құрмет» (2021), медалью «За вклад в развитие Евразийского экономического союза» (2019), медалью «10 лет Евразийскому экономическому союзу» (2024).